# Буръо
Бу́ръо, Бурьо (сомал. Burco, араб. برعو‎, англ. Burao) — город на севере Сомали. Центр административного региона Тогдер, контролируемого Сомалилендом.

## География
Климат города — тёплый и засушливый, как и в других внутренних районах севера Сомалиленд. Летом, с июня по август, дневные температуры могут подниматься до 35 °С, опускаясь ночью до 25 °С. В остальную часть года несколько прохладнее, дневные температуры составляют в среднем около 27 °С, а ночные — около 14 °С. Годовая норма осадков составляет лишь 19 мм, почти все они выпадают апреле, мае и сентябре. Через город протекает сезонная река Тог-Дер, разделяющая его на две части. Местность вблизи города представляет собой относительно плоскую полупустыню.

## Климат
| Показатель                    | Янв. | Фев. | Март | Апр. | Май  | Июнь | Июль | Авг. | Сен. | Окт. | Нояб. | Дек. | Год  |
| ----------------------------- | ---- | ---- | ---- | ---- | ---- | ---- | ---- | ---- | ---- | ---- | ----- | ---- | ---- |
| Средний суточный максимум, °C | 26,5 | 28,0 | 29,7 | 30,7 | 31,3 | 31,1 | 29,4 | 30,4 | 31,6 | 29,8 | 27,6  | 26,5 | 29,4 |
| Средняя температура, °C       | 19,6 | 20,9 | 22,7 | 24,0 | 24,8 | 25,3 | 24,4 | 24,9 | 25,5 | 23,0 | 21,0  | 19,7 | 23,0 |
| Средний суточный минимум, °C  | 12,7 | 13,8 | 15,6 | 17,3 | 18,4 | 19,4 | 19,4 | 19,5 | 19,4 | 16,2 | 14,3  | 12,8 | 16,6 |
| Норма осадков, мм             | 2    | 0    | 5    | 50   | 59   | 13   | 13   | 13   | 30   | 26   | 9     | 0    | 222  |
| Источник:                     |      |      |      |      |      |      |      |      |      |      |       |      |      |

## Население
Население по данным на 2012 год составляет около 155 832 человек. Таким образом, это второй крупнейший город Сомалиленда после города Харгейса. В то же время, данные о населении могут быть неточными ввиду того, что перепись населения не проводилась здесь уже более 20 лет. Население представлено главным образом представителями сомалийского клана исак.

## Известные уроженцы, жители
Мустаф Мохамед Юсуф (сомал. Mustaf Maxamed Yuusuf; род. 1 января 1998 или 12 марта 2002, Буръо) — сомалийский футболист, вратарь шведского «Оскарсхамна».

## Инфраструктура
Город имеет постоянный доступ к электричеству. Имеется водоснабжение с использованием грунтовых вод. В Буръо имеется аэропорт, расположенный примерно в 1 км от нового моста в центре города. Также, Буръо связан дорогой с портом Бербера на побережье Аденского залива.